# Matti Vanhanen
Matti Taneli Vanhanen (sinh ngày 4 tháng 11 năm 1955 tại Jyväskylä) là một chính trị gia Phần Lan. Ông là một cựu Thủ tướng Chính phủ Phần Lan và một cựu Chủ tịch của Đảng Trung tâm. Trong nửa thứ hai của năm 2006, ông là Chủ tịch của Hội đồng châu Âu. Trong sự nghiệp của mình trước đó, ông là một nhà báo. Vanhanen cao 2 mét, là một người kiêng rượu.
Vanhanen sinh ra tại Kouvola, con trai của giáo sư Tatu Vanhanen và Anni Tiihonen.
Ông nghiên cứu khoa học chính trị tại Đại học Helsinki, tốt nghiệp Thạc sĩ Khoa học Xã hội vào năm 1989. Ông là chủ tịch Đoàn Thanh niên Trung tâm của Đảng từ 1980 đến 1983. Ông cũng phục vụ như là một thành viên của Hội đồng thành phố Espoo giai đoạn 1981-1984. Vanhanen đã làm nhà báo. Ông là một biên tập viên (1985-1988) và biên tập, giám đốc (1988-1991) tại Kehäsanomat tờ báo địa phương. Trong một cột trong Suomenmaa (cơ quan Đảng Trung tâm), ông lên án mạnh mẽ trình diễn độc lập Star Baltic-tiếng Estonia tổ chức tại Helsinki vào tháng 7 năm 1985, kêu gọi các cuộc biểu tình mang tính "khiêu khích".